# 프란츠 퓌만

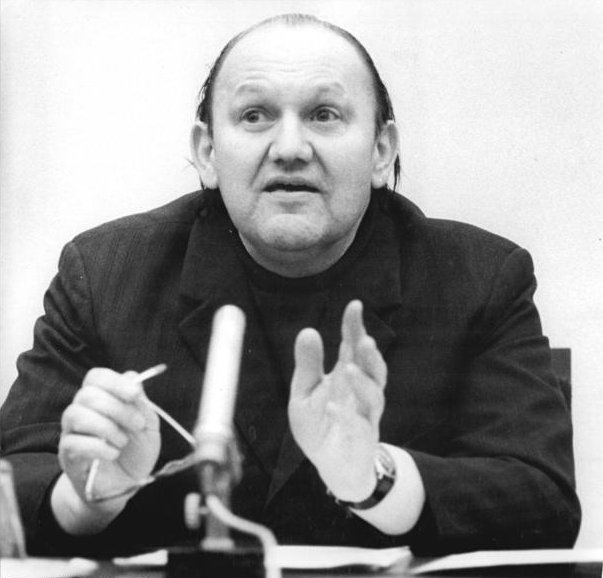
1973년의 모습

프란츠 퓌만(Franz Fühmann, 1922년 1월 15일 ~ 1984년 7월 8일)은 동독에서 거주해서 일하였던 독일의 작가이다.

## 생애
1922년 지금은 체코에 속해 있는 로흘리츠(Rochlitz)에서 태어나 1984년 베를린에서 사망했다. 활동 당시는 동독의 작가로 출발해서, 통일 후에는 독일의 전후 문학의 비중 있는 작가 중의 한 명으로서, 문학 창작 활동에 대한 탁월한 공로를 인정받아 ‘하인리히 만 상’과 ‘숄 형제자매 상’을 수여받기도 했다.
퓌만은 소설, 에세이, 단편소설 그리고 시 창작과 더불어 아동과 청소년을 위한 작품 활동을 주로 해왔다. 특히 1960년대에는 세계 고전문학들을 개작하면서 청소년 문학에 대한 왕성한 창작열을 보였는데, 그중의 하나가 ≪니벨룽겐의 노래≫(1971)다. 이 작품에서 작가는 남성들의 용기, 여인들의 아름다움, 사랑과 죽음, 신의와 배반 등 인간 사회가 지닌 영원한 문제점들을 제기하고 있다.